# Jacques Proust
Pour les articles homonymes, voir Proust (homonymie).
 (octobre 2024).
Jacques Proust, né le 29 avril 1926 à Saintes et mort le 19 septembre 2005 à Montpellier, est un professeur de français, spécialiste de Denis Diderot et de l'Encyclopédie.

## Carrière
Après ses humanités à Poitiers, Jacques Proust est élève de l'École normale supérieure, à Paris, entre 1947 et 1950.
À partir de 1951, il enseigne dans l'enseignement secondaire, au lycée français de Vienne (1952) puis dans le supérieur à Montpellier.
En 1962, il soutient sa thèse de doctorat, publiée ensuite sous le titre « Diderot et l'Encyclopédie ». Il  consacrera désormais à ce sujet l'essentiel de ses travaux qui trouveront des prolongements en Italie, en Allemagne et au Japon. Il sera l'un des premiers maîtres d'œuvre de l'édition critique de référence des œuvres complètes de Diderot, avec Herbert Dieckmann, Jean Varloot et Jean Fabre — édition dite DPV. Toutefois, il informe, par l’intermédiaire du Monde du 13 juillet 1984, qu'il ne fait plus partie depuis le 3 juillet 1984 du Comité de publication des Œuvres complètes de Diderot et qu' « il refuse sa caution scientifique aux tomes XIV et XVIII [alors sous presse], ainsi qu'à tous les volumes restant à paraître. Il la refuse également à l'édition dite “courante” qui sera mise sur le marché. » 
Par son travail, Jacques Proust se place parmi les plus importants spécialistes de Diderot et de l'Encyclopédie du XXe siècle - avec Herbert Dieckmann, Franco Venturi, Crocker, Arthur Wilson, Alekseïev, Lublinsky, Tchoutchmariov...

## Publications

### Éditions
Œuvres complètes de Diderot (DPV), Paris, Hermann.
- Volumes V à VIII : J. Lough et J. Proust (éd.), Encyclopédie, 1976.
- Volume XII, Contes, 1989.
- Volume XXIII, Jacques le fataliste, 1981.

Autres.
- Diderot, Quatre contes, Genève, Droz, 1964.
- Diderot, Sur la liberté de la presse, París, Éditions sociales, 1964.
- Fonvizine, Lettres de France, CNRS-Voltaire Foundation, 1995
- Bougainville, Voyage autour du monde, París, Gallimard, 1982.

### Travaux sur Diderot et l'Encyclopédie
- «Diderot et le XVIIIe siècle français en URSS : la grammaire russe de Diderot», Revue d’histoire littéraire de la France, 1954, p. 320-331.
- Diderot et l’Encyclopédie, Paris, A. Colin, 1962Réédité en 1967, 1982 et 1995.
- L'Encyclopédie, Paris, A. Colin, 1965Traduit en italien et en japonais.
- Jacques Proust (dir.), Recherches nouvelles sur quelques écrivains des Lumières, Genève, Droz, 1972
- Lectures de Diderot, Paris, A. Colin, 1974
- Marges d’une utopie : pour une lecture critique des planches de l’Encyclopédie, Cognac, Le Temps qu’il fait, 1985
- « À propos d’un plan d’opéra-comique de Diderot », Revue d’histoire du théâtre,‎ 1955, p. 1-16.
- « La documentation technique de Diderot dans l’Encyclopédie », Revue d'histoire littéraire de la France,‎ 1957, p. 335-352.
- « Diderot savait-il aussi le persan ? », Revue de littérature comparée,‎ 1958, p. 94-96.
- « La bibliothèque de Diderot », Revue des sciences humaines,‎ 1958, p. 257-273 et 1959, p. 179-183.
- « A propos d’un fragment de lettre de Diderot », Studi Francesi, vol. 7,‎ 1959, p. 88-92.
- « Deux encyclopédistes hors de l’Encyclopédie, Philippe Macquer et l’abbé Jaubert », Revue d’histoire des sciences,‎ 1959, p. 330-336.
- « L’initiation artistique de Diderot », Gazette des beaux-arts,‎ 1960, p. 225-232.
- « Diderot et la physiognomonie », Cahiers de l’association internationale des études françaises, vol. 13,‎ 1961, p. 317-329.
- « Pour servir à une édition critique de la Lettre sur le commerce de la librairie », Diderot studies, vol. 3,‎ 1961, p. 321-345.
- « L’Encyclopédie dans la pensée et dans la vie de Diderot », Europe,‎ 1963, p. 110-117.
- « Une nouvelle édition du Rêve de d’Alembert », Revue d'histoire littéraire de la France,‎ 1963, p. 281-287.
- « Le Paradoxe du Fils naturel », Diderot Studies, vol. 4,‎ 1963, p. 209-220.
- « Du nouveau sur... Diderot et l’Encyclopédie », L’Information historique,‎ 1963, p. 161-168.
- « La contribution de Diderot à l’Encyclopédie et les théories du droit naturel », Annales historiques de la Révolution française,‎ 1963, p. 257-286.
- « Diderot et l’Encyclopédie », L’Information littéraire, no 5,‎ 1963, p. 190-197.
- «Variations sur un thème de l’Entretien avec d’Alembert», Revue des sciences humaines, 1963, p. 453-470.
- «Nouvelles recherches sur La Religieuse», Diderot Studies VI, 1964, p. 197-214.
- «Comment fut faite la Description des Arts (de l’Encyclopédie)», Livres de France, 1964.
- «Sur le tome XIII de la Correspondance de Diderot», Revue d’histoire littéraire de la France, 1968, p. 578-587.
- «Les encyclopédistes, la Société royale des sciences et l’Université de médecine de Montpellier», Monspeliensis Hippocrates, n° 42, 1968, p. 13-21.
- «Diderot, l’Académie de Pétersbourg et le projet d’une Encyclopédie russe», Diderot Studies XII, 1969, p. 103-140.
- «Questions sur l’Encyclopédie», Revue d'histoire littéraire de la France, 1972, p. 36-52.
- «Diderot and legal theories of antiquity», Eighteenth-Century Studies presented to Arthur M. Wilson, Hanover, New Hampshire, The University Press of New England, 1972, p. 119-130.
- «Diderot et la critique russe», Revue des sciences humaines, 1972, p. 189-206.
- «L’image du peuple au travail dans les planches de l’Encyclopédie», Images du peuple au XVIIIe siècle, París, A. Colin, 1973, p. 65-85.
- «Diderot et l’expérience russe : un exemple de pratique théorique au XVIIIe siècle», Studies on Voltaire and the Eighteenth Century, 1976, p. 1777-1800.
- «L’article BAS de l’Encyclopédie», Langue  et langages de Leibniz à l’Encyclopédie, ed. por M. Duchet y M. Jalley, París, 10/18, 1977, p. 245-278.
- «Glanes encyclopédiques», Studies in the French Eighteenth Century presented to John Lough, University of Durham, 1978, p. 157-172.
- «La ponctuation des textes de Diderot», Romanische Forschungen, 90-4, 1978, p. 369-387.
- «La base sociale de l’Encyclopédie», Essais et notes sur l’Encyclopédie, ed. por F. Maria Ricci, Milán, 1979, p. 227-239.
- «Diderot et la philosophie du polyp», Revue des sciences humaines, 1981-82, 182, p. 21-30.
- «Diderot, Bougainville et les mirages de la mer du Sud», Romanistische Zeitschrift für Literaturgeschichte / Cahiers d’histoire des littératures romanes, 1984, 1-4, p. 473-484.
- «La fable de Tahiti est-elle imputable à Bougainville?», Aufstieg und Krise der Vernunft Wien-Köln-Graz, Hermann Böhlaus, 1984, p. 69-74.
- «Le curé de Thivet et le chapelier de Langres», Bulletin de la Société historique et archéologique de Langres, número special Diderot, 1984, p. 71-75.
- «Le Salon de 1767 et les Contes : fragments d’une poétique pratique de Diderot», Stanford French Review, 1984, p. 257-271.
- «Le protestantisme dans l’Encyclopédie», Dix-huitième siècle, n° 17, 1985, p. 53-66.
- «Diderot, ou la politique expérimentale», Du Baroque aux Lumières. Pages à la mémoire de Jeanne Carriat, Rougerie, 1986, p. 140-144.
- « L’originalité du Salon de 1767», Denis Diderot oder die Ambivalenz der Aufklärung, ed. par Dietrich Harth et Martin Raether, 1987, p. 35-44.
- «Lo spirito enciclopedico», Europa moderna. La disgregazione dell’Ancien Régime, Milán, Electa, 1987, p. 135-141.
- «Pour une lecture anthropologique des planches de l’Encyclopédie», Diderot-Le XVIIIe siècle en Europe et au Japon, Nagoya, Centre Kawaï pour la culture et la pédagogie, 1988, p. 13-23.
- «Diderot et le système des connaissances humaines», Studies on Voltaire and the eighteenth Century, n° 25, 1988, p. 117-127.
- «Ces lettres ne sont pas des lettres... : à propos des lettres à Sophie Volland», Équinoxe, Tokyo, 1988, p. 5-17.
- «Diderot, Rousseau et la politique», Lumières, utopies, révolutions : espérances de la démocratie, Ginebra, Droz, 1989, p. 65-73.
- «L’Encyclopédie et la Révolution», Romanistische Zeitschrift für Literaturgeschichte / Cahiers d’histoire des littératures romanes, 1989, 3/4, p. 302-320.
- « Diderot et la fée Moustache», Dilemmes du roman : essays in Honor of Georges May, éd. par C. Lafarge, Stanford French and Italian Studies, 65, Anma Libri, 1989, p. 111-120.
- «L’université et l’Encyclopédie», La Médecine à Montpellier du XIIe au XXe siècle, Paris, Éditions Hervas, 1990, pp. 135-141
- «La véritable originalité de l’Encyclopédie», Bulletin de la section française, Tokyo, université Rikkyo, 21, 1992, pp. 1-12
- «La place de l’Encyclopédie dans la pensée européenne», Annales Benjamin Constant, 14, 1993, pp. 111-123
- «Source et portée de la théorie de la sensibilité généralisée dans 'Le Rêve de d’Alembert'», La Quête du bonheur et l’expression de la douleur dans la littérature et la pensée françaises. Mélanges offerts à Corrado Rosso, Ginebra, Droz, 1995, pp. 431-437
- «Le carré magique de Diderot», Miscellanea in onore di Liano Petroni. Studi e ricerche sulle letterature di lingua francese, Bolonia, Cooperativa Libraria Universitaria, 1996, pp. 71-79
- «L’Encyclopédie au Japon au XVIIIe siècle», Tous les savoirs du monde. Encyclopédies et bibliothèques, de Sumer au XXIe siècle, ed. por R. Schaer, París, Flammarion/BN, 1996, pp. 411-415
- «Considérer l’encyclopédie d’Yverdon d’un œil neuf», Éclats des Lumières. Mélanges en l’honneur de Paul Sadrin, ed. por l’Association bourguignonne d’Études linguistiques et littéraires, 2001, pp. 67-80
- «Voie de passage de l’Encyclopédie vers le Japon : la Hollande», L’Encyclopédie : du réseau au livre et du livre au réseau, ed. por R. Morrissey y Ph. Roger, París, Champion, 2001, pp. 105-114
- «La place des sciences dans l’Encyclopédie», L’Encyclopédie entre Arts et Sciences, Langres, Dominique Guéniot, 2001, pp. 41-43.
- «Diderot et le Japon: première rencontre», Thématique et rêve d’un éternel globe-trotter. Mélanges offerts à Shinichi Ichikawa, ed. por S. Fujii, Y. Sumi y S. Tada, Tokio, 2003, pp. 3-11
- «Du goût dans les arts mécaniques», L’Encyclopédie ou la création des disciplines, ed. por M. Groult, París, CNRS, 2003, p. 119-129.
- «Sur la route des encyclopédies : Paris, Yverdon, Leeuwarden, Edo (1751-1781)», L’Encyclopédie d’Yverdon et sa résonance européenne. Contextes, contenus, continuités, ed. por J.-D. Candaux, A. Cernuschi, C. Donato y J. Häseler, Ginebra, Slatkine, 2005, p. 443-468.
- Jacques Proust, E. de Fontenay, Interpréter Diderot aujourd’hui, París, Le Sycomore, 1984, p. 9-16.
- L’objet et le texte, Ginebra, Droz, 1980.

### Autres
- L’Encyclopédisme dans le Bas-Languedoc au XVIIIe siècle, Montpellier, Faculté des lettres et sciences humaines de Montpellier, 1968
- VV. AA., Análisis de Michel Foucault, Buenos Aires, Tiempo contemporáneo, 1970, coloquio presidido por Proust, p. 148-208, con una carta amistosa de Foucault a éste (de 1968).
- Muriel Brot, Sante A. Viselli (éd.), Lectures de Jacques Proust, París, 2008  (ISBN 978-2-84269-828-7) - travaux inédits et hommages posthumes.
- Jacques Proust (texte de : Cristóvão Ferreira (trad. Jacques Proust et Marianne Proust, préf. Gérard Siary), La supercherie dévoilée. Une réfutation du catholicisme au Japon au XVIIIe siècle, Paris, Chandeigne, coll. « Péninsules », 2013 (ISBN 978-2-915540-97-0).
- Jacques Proust (texte de : François Caron (explorateur) (trad. Jacques Proust et Marianne Proust), Le puissant Royaume du Japon: la description de François Caron de 1636, Paris, Chandeigne, coll. « Magellane poche », 2018 (ISBN 978 2 36732 164 6).
- Jacques Proust, L’Europe au prisme du Japon XVIe – XVIIIe siècle, Albin Michel, 2014.